# Java Servlet
Un servlet es una clase en el lenguaje de programación Java, utilizada para ampliar las capacidades de un servidor. Aunque los servlets pueden responder a cualquier tipo de solicitudes, estos son utilizados comúnmente para extender las aplicaciones alojadas por servidores web, de tal manera que pueden ser vistos como applets de Java que se ejecutan en servidores en vez de navegadores web. Este tipo de servlets son la contraparte Java de otras tecnologías de contenido dinámico Web, como PHP y ASP.NET.
La palabra servlet deriva de otra anterior, applet, que se refiere a pequeños programas que se ejecutan en el contexto de un navegador web. 
El uso más común de los servlets es generar páginas web de forma dinámica a partir de los parámetros de la petición que envíe el navegador web.

## Historia
La especificación original de servlets fue creada por Sun Microsystems (la versión 1.0 fue terminada en junio de 1997). Comenzando con la versión 2.3, la especificación de servlet fue desarrollada siguiendo el Proceso de la Comunidad Java (Java Community Process).

## Ciclo de vida
1. Inicializar el servlet
Cuando un servidor carga un servlet, ejecuta el método init del servlet. El proceso de inicialización debe completarse antes de poder manejar peticiones de los clientes, y antes de que el servlet sea destruido.
Aunque muchos servlets se ejecutan en servidores multihilo, los servlets no tienen problemas de concurrencia durante su inicialización. El servidor llama sólo una vez al método init al crear la instancia del servlet, y no lo llamará de nuevo a menos que vuelva a recargar el servlet. El servidor no puede recargar un servlet sin primero haber destruido el servlet llamando al método destroy.
2. Interactuar con los clientes
Después de la inicialización, el servlet puede dar servicio a las peticiones de los clientes. Estas peticiones serán atendidas por la misma instancia del servlet, por lo que hay que tener cuidado al acceder a variables compartidas, ya que podrían darse problemas de sincronización entre requerimientos simultáneos.
3. Destruir el servlet
Los servlets se ejecutan hasta que el servidor los destruye, por cierre del servidor o bien a petición del administrador del sistema. Cuando un servidor destruye un servlet, ejecuta el método destroy del propio servlet. Este método sólo se ejecuta una vez y puede ser llamado cuando aún queden respuestas en proceso, por lo que hay que tener la atención de esperarlas. El servidor no ejecutará de nuevo el servlet hasta haberlo cargado e inicializado de nuevo.

## Clases y objetos necesarios
Un Servlet se crea con el paquete javax.servlet.

### Interface HttpServletRequest
Este enlace para ver contiene la definición detallada (en inglés): 

### Interface HttpServletResponse
Este enlace contiene la especificación detallada (en inglés): 

## Beneficios de utilizar Servlets en lugar de CGI
- Son más eficientes y utilizan menos recursos. CGI utiliza un nuevo proceso por cada petición. En cambio en los Servlets solo existe una copia cargada en la máquina virtual y por cada petición se inicia un hilo, lo cual reduce el uso de memoria del servidor y el tiempo de respuesta.
- Tienen persistencia, por lo que siguen activos una vez terminada la petición.

## Ejemplo
Código de un Servlet que procesa una petición GET y devuelve una página web HTML sencilla:
```
package
 
org.pruebas
;

import
 
java.io.IOException
;

import
 
java.io.PrintWriter
;

import
 
javax.servlet.ServletException
;

import
 
javax.servlet.http.HttpServlet
;

import
 
javax.servlet.http.HttpServletRequest
;

import
 
javax.servlet.http.HttpServletResponse
;

public
 
class
 
HolaSextoInformaticaServlet
 
extends
 
HttpServlet
 
{

    
/**

     * Servlet de ejemplo que procesa una petición GET

     * @param request

     * @param response

     * @throws ServletException

     * @throws IOException 

     */

    
@Override

    
public
 
void
 
doGet
(
HttpServletRequest
 
request
,
 
HttpServletResponse
 
response
)
 
throws
 
ServletException
,
 
IOException
 
{

        
response
.
setContentType
(
"text/html"
);

        
PrintWriter
 
out
 
=
 
response
.
getWriter
();

        
out
.
println
(
"<!DOCTYPE HTML PUBLIC \"-//W3C//DTD HTML 4.0 Transitional//EN\">"
);

        
out
.
println
(
"<html>"
);

        
out
.
println
(
"<head><title>Ejemplo HolaSextoInformatica</title></head>"
);

        
out
.
println
(
"<body>"
);

        
out
.
println
(
"<h1>¡Hola HolaSextoInformatica!</h1>"
);

        
out
.
println
(
"</body></html>"
);

        
out
.
close
();

    
}

}

```